# Physalis cinerea
Physalis cinerea är en potatisväxtart som beskrevs av Umaldy Theodore Waterfall. Physalis cinerea ingår i släktet lyktörter, och familjen potatisväxter. Inga underarter finns listade i Catalogue of Life.